# Grooverider
Grooverider (* 16. April 1967 in London als Raymond Bingham) ist ein britischer Drum-and-Bass-DJ und Produzent.

## Leben und Wirken
Grooverider war schon in den 1980er Jahren als DJ beim Piratensender Phaze One aktiv. Er legte dort Hip-Hop, Soul und später auch House auf. Er spielte auch auf illegalen House-Partys im Londoner Underground. 1991 begann er zusammen mit DJ Fabio auch in Clubs aufzulegen. Der Sound der beiden wechselte von ursprünglich Dark Hardcore (düsterer Breakbeat) zu Jungle und dann zu Drum and Bass, welchen sie maßgeblich mitprägten. 1994 gründete Grooverider sein eigenes Label Prototype Records und veröffentlichte Platten von Dillinja, Photek und Ed Rush. 2001 hatte er neben seinen weltweiten Bookings eine wöchentliche Drum-and-Bass-Sendung bei BBC Radio 1 zusammen mit DJ Fabio.
Im November 2007 wurde nach seiner Ankunft beim Dubai International Airport 2,16 Gramm Cannabis in seinem Gepäck gefunden. Nach geltendem Gesetz der Vereinigten Arabischen Emirate wurde er dafür zu vier Jahren Haft verurteilt. Grooverider wurde schließlich nach vier Monaten im September 2008 in die Freiheit entlassen.

## Diskografie

### Alben
- 1998: Mysteries of Funk (Columbia Records, Doppel-CD bzw. 4-fach-LP)

### Singles
- 1998: Rainbows of Colour
- 1999: Where’s Jack the Ripper